# Vătava
Vatava là một xã thuộc hạt Mureș, România. Dân số thời điểm năm 2002 là 2132 người.